# Fabian Holland
Fabian Holland (* 11. Juli 1990 in Berlin) ist ein deutscher Fußballspieler. Der Linksverteidiger steht seit 2014 beim SV Darmstadt 98 unter Vertrag und ist dort Mannschaftskapitän.

## Karriere

### Vereine
Holland, der gebürtiger Berliner ist, begann beim FSV Forst Borgsdorf, einem Stadtteil-Verein von Hohen Neuendorf im Landkreis Oberhavel mit dem Fußballspielen, bevor er 2003 in die Jugendabteilung von Hertha BSC wechselte. Dort durchlief er alle Jugendmannschaften und rückte im Sommer 2008 in die zweite Mannschaft auf, deren Stammspieler er ab der Saison 2009/10 wurde. Im Sommer 2010 wurde festgestellt, dass Holland am Wolff-Parkinson-White-Syndrom leidet, weshalb er sich einer Herz-OP unterziehen musste. Er kehrte jedoch schnell ins Training zurück und stand Anfang Oktober 2010 schon wieder auf dem Platz. Anfang Februar 2011 durfte er erstmals mit den Profis trainieren. Am 21. April 2012 (32. Spieltag) debütierte er in der Profimannschaft, als er im Heimspiel gegen den 1. FC Kaiserslautern in der Startelf stand. Zunächst mit einem Profivertrag bis Ende Juni 2013 ausgestattet, wurde dieser im Dezember 2012 vorzeitig bis Ende Juni 2016 erweitert.
Für die Saison 2014/15 wurde Holland für eine Spielzeit an den Zweitligisten SV Darmstadt 98 ausgeliehen. Sein Debüt für die Lilien gab er am 17. Oktober 2014 im DFB-Pokal bei der 4:5-Heimniederlage nach Elfmeterschießen gegen den VfL Wolfsburg. Mit 26 Zweitligaspielen, in denen er ein Tor erzielte, trug er in der weiteren Saison zum Aufstieg in die Bundesliga bei. Am 5. Juli 2015 unterschrieb Holland einen Zweijahresvertrag in Darmstadt, da es eine Kaufoption bei der Leihe gab. 250.000 Euro mussten für das Jahr als Leihspieler gezahlt werden und 350.000 Euro Ablöse. Die Ablöse stieg jedoch durch den Klassenerhalt in der 1. Bundesliga auf 500.000 Euro. Nach zwei Jahren und 44 Bundesligaspielen für Darmstadt stieg er mit den Lilien nach der Saison 2016/17 wieder in die zweite Liga ab. Seit Ende 2018 ist Holland Kapitän bei den Südhessen. Während der Saison 2020/21 wurde er im November positiv auf das Covid-19-Virus getestet. In der Saison 2020/21 kam er auf 29 Zweitligaeinsätze, ein Tor und erreichte mit der Mannschaft Platz 7 in der Liga. Seit August 2021 ist er Mitglied des SV Darmstadt 98. Die Saison 2021/22 unter Torsten Lieberknecht schloss er mit der Mannschaft auf dem vierten Platz ab. In den 34 Saisonspielen stand er nur eine Minute nicht als Kapitän auf dem Platz und steuerte drei Tore und vier Vorlagen bei. Im Dezember 2022 verlängerte er seinen Vertrag bis 2025.

### Nationalmannschaft
Sein einziges Länderspiel bestritt Holland für die U20-Nationalmannschaft, die unter Trainer Ralf Minge gegen die U20-Nationalmannschaft Italiens spielte.

## Erfolge
- Deutscher Zweitligameister: 2013
- Aufstieg in die Bundesliga: 2013, 2015, 2023

## Sonstiges
Holland wurde am 25. Mai 2020 Vater von einem Sohn.